# Josephine Kablick
Josephine Kablick, ou Josefina Kablíková (1787–1863), est une botaniste et paléontologue tchèque.

## Sources
- The Biographical Dictionary of Women in Science By Marilyn Bailey Ogilvie, Joy Dorothy Harvey, and  Joy Harvey. Published Taylor & Francis (2000).  (ISBN 0-415-92039-6). Accessed April 2008
- The Hidden Giants By Sethanne Howard, Published 2007, Lulu.com.  (ISBN 1-4303-0076-0). Accessed April 2008
- Biographisches Lexikon des Kaiserthums Oesterreich German wikisource. Accessed February 2014.